# ضمير جمعي
الضمير الجمعي أو الوعي الجماعي هو مصطلح في علم النفس ابتكر من قبل عالم الاجتماع الفرنسي إميل دوركايم (1858-1917) ليشير إلى المعتقدات والمواقف الأخلاقية المشتركة والتي تعمل كقوة للتوحيد داخل المجتمع. ومن الممكن أن يعزى الضمير الجمعي كترجمة أفضل لفكرة دوركايم وذلك يكون جزئياً بسبب ارتباط كلمة «الضمير» مع كلاً من الفكرة الماركسية والفرويدية ولكن أيضاً «أن الضمير بالنسبة لدوركايم بشكل تمهيدي بارز هو جهاز مكون من الوجدان والتصوير وأنه ليس الجهاز العقلي وهو المفهوم الذي تتضمنه كلمة الوعي أو الضمير.»

## الضمير الجمعي في نظرية دوركايم الاجتماعية
استخدم دوركايم المصطلح في كتبه تقسيم العمل في المجتمع [الإنجليزية] (1893)، وقواعد الطريقة السوسيولوجية [الإنجليزية] (1895)، والانتحار [الإنجليزية] (1897)، بالإضافة إلى النماذج الابتدائية من الحياة الدينية [الإنجليزية] (1912). وقد ناقش دوركايم في كتابة تقسيم العمل بأنه في المجتمعات التقليدية/البدائية (تلك القائمة على العائلة والعشيرة أو العلاقات القبلية) يلعب الدين الطوطومي دوراً هاماً في توحيد الأفراد من خلال خلق ضمير مشترك (conscience collective في الفرنسية الأصلية). ويكون محتوى الضمير الشخصي في مثل هذا النوع من المجتمعات مشترك بشكل كبير مع جميع الأفراد في نفس المجتمع وهذا يخلق تضامن اجتماعي آلي من خلال الشبه المتبادل.

## استخدامات أخرى لهذا المصطلح
عُرِّفَت الأنواع الأخرى والتي من الممكن تسميتها بـ «الضمير الجمعي» في المجتمعات الحديثة من قبل علماء الاجتماع كـ ماري كيلسي والتي بدأت بمواقف التضامن الاجتماعي والميم إلى السلوكيات المتطرفة مثل التفكير الجماعي وسلوك القطيع. وقد قام بيركيلي محاضر ماري كيلسي في جامعة كاليفورنيا باستخدام المصطلح في بداية الألفية الثانية وذلك لوصف الناس في داخل جماعات اجتماعية على سبيل المثال عندما تصبح الأمهات مدركات لسماتهم وأحوالهم المشتركة وبذلك يعملون كمجتمع واحد ويحققون التضامن الاجتماعي. ويقوم الناس بدلاً من أن يعيشون كأفراد متفرقين بالاجتماع معاً كجماعات ديناميكية لمشاركة المصادر والمعرفة.
وأيضاً طُوِّر المصطلح كطريقة لوصف كيفية اجتماع مجتمع بأكمله لمشاركة قيم متشابهة. ويمكن تسمية ذلك بـ «عقل الخلية». وقد قام مهاريشي ماهش يوغي، مؤسس برنامج التأمل التجاوزي، باستخدام مصطلح «الضمير الاجتماعي» بوصف كيفية تأثير الضمير المشترك المتماسك لمجموعة من الناس على باقي المجتمع.